# Complexe de la Banovine à Novi Sad
Le complexe de la Banovine à Novi Sad (en serbe cyrillique : Комплекс Бановине у Новом Саду ; en serbe latin : Kompleks Banovine u Novom Sadu) est un bâtiment gouvernemental situé à Novi Sad, la capitale de la province autonome de Voïvodine, en Serbie. En raison de sa valeur patrimoniale, à la fois historique et architecturale, il est inscrit sur la liste des monuments culturels protégés de la république de Serbie (identifiant n° SK 2003).
Il a autrefois accueilli l'administration de la banovine du Danube ; il est aujourd'hui le siège du gouvernement et de l'assemblée de la province autonome de Voïvodine,.

## Historique

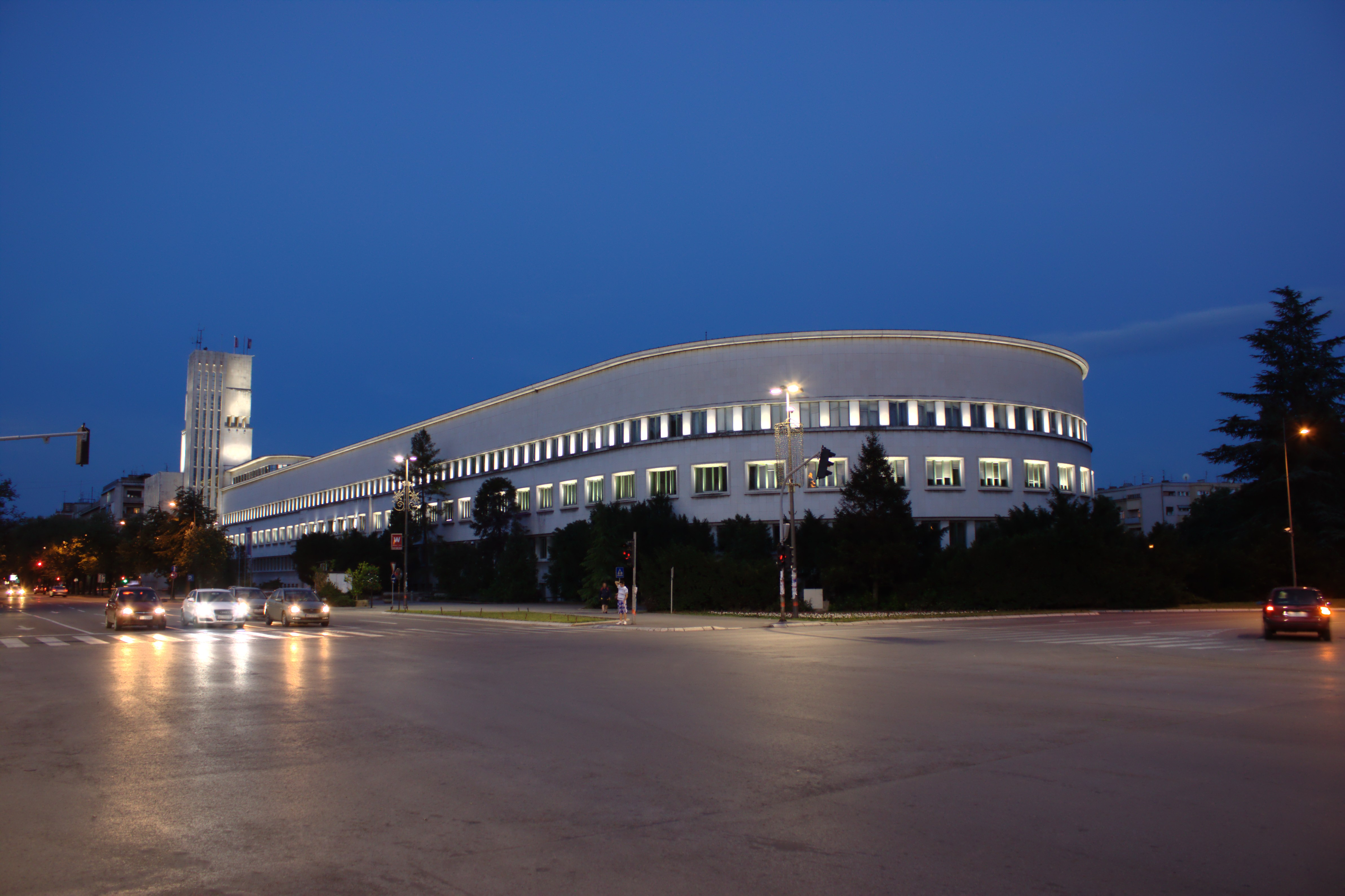
Le complexe de la Banovine, de nuit

Novi Sad a été le siège de la banovine du Danube, une subdivision du royaume de Yougoslavie créée en 1929 ; en 1930, un concours a été lancé pour la construction d'un bâtiment susceptible d'abriter ses bâtiments administratifs ainsi que la résidence du « ban » placé à sa tête ; l'édifice devait refléter le dynamisme économique et la prospérité de cette banovine. En 1935, à l'issue du concours, le projet a été confié à l'architecte Dragiša Brašovan (1887-1965). La plus grande partie des bâtiments a été construite entre 1936 et 1939.
Après la Seconde Guerre mondiale, pendant la période communiste, le complexe a été affecté à l'administration de la province autonome de Voïvodine rattachée à république socialiste de Serbie.
L'ensemble a été inscrit sur la liste des monuments culturels de la république de Serbie en 2007.

## Architecture

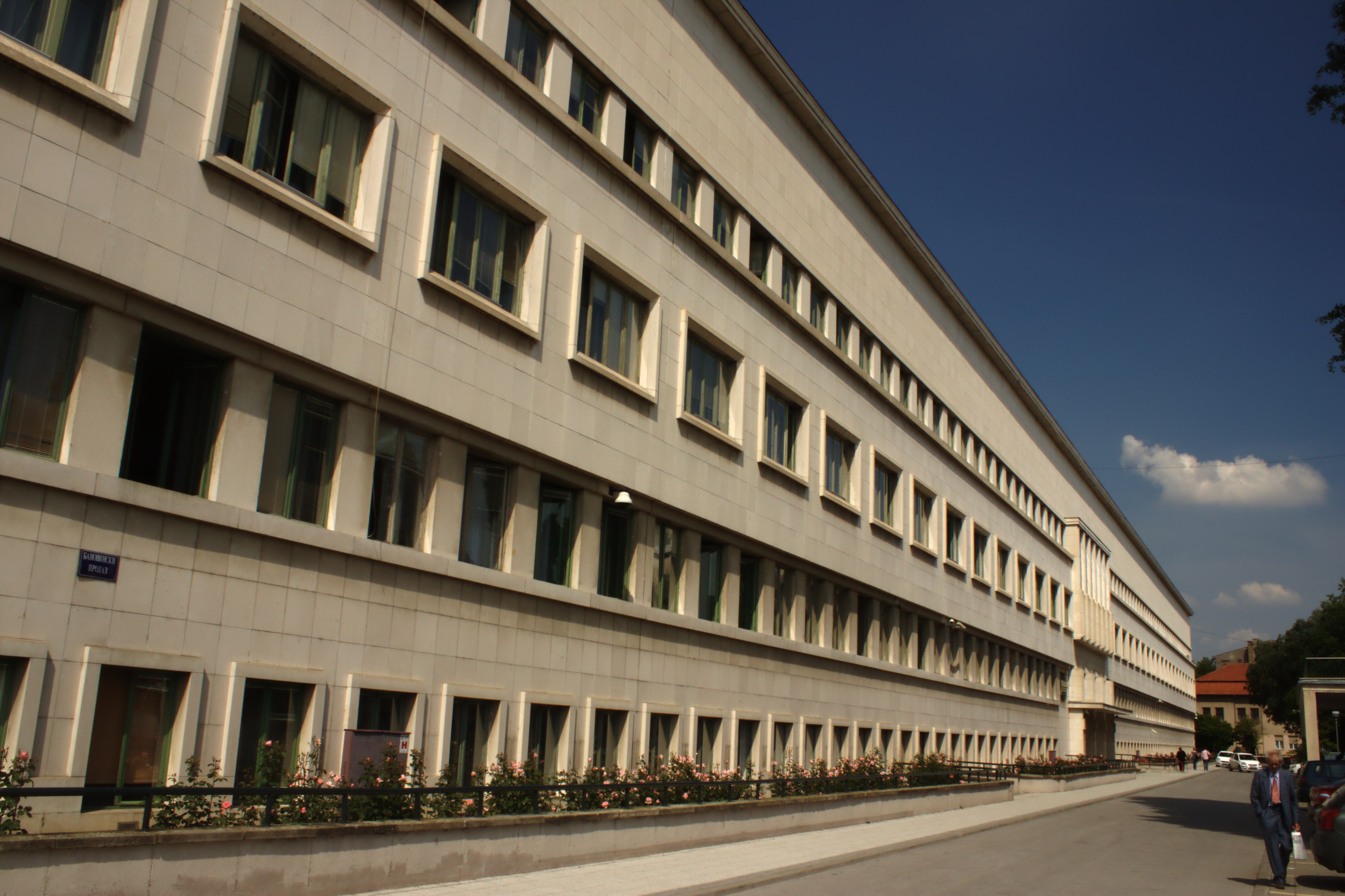
Détail de l'une des façades

Le complexe est situé 16 Bulevar Mihajla Pupina, l'ancien Bulevar Kraljice Marije (« boulevard de la reine Marie »), dans le quartier central de Stari grad. Construit sur un plan en forme de fer à cheval allongé, il est constitué d'un rez-de-chaussée et de deux étages. Il mesure 185 m de long sur 42,5 m de large et se termine à l'ouest par une forme arrondie ; la hauteur du bâtiment est de 20 m tandis qu'à l'est une tour carrée culmine à 40 m,. Les façades, recouvertes d'un enduit en polymère, sont rythmées par des fenêtres de taille différente selon les niveaux.

## Intérieur
L'intérieur, essentiellement fonctionnel, dispose de 569 pièces, surtout des espaces de bureaux, qui sont réparties en enfilade le long des façades extérieures et donnent sur les quatre cours intérieures. Le complexe de la Banovine dispose d'une grande salle décorée de marbre, de métal et de bois. L'escalier central du bâtiment est en marbre de Carrare. Le complexe abrite également une collection d'artistes yougoslaves du XXe siècle, qui peut être vue notamment lors des Journées européennes du patrimoine.